# Miyabi Inoue
Miyabi Inoue (井上雅?, Inoue Miyabi; Kasugai, 19 novembre 1991) è una tennista giapponese inattiva dal 2021.

## Biografia
Miyabi Inoue ha vinto 5 titoli in singolare e 9 titoli in doppio nel circuito ITF, il 28 settembre 2015 ha raggiunto la sua migliore posizione nel singolare WTA piazzandosi al 275º posto. Il 27 luglio 2015 ha raggiunto il miglior piazzamento mondiale nel doppio alla posizione n°199.

## Statistiche ITF

### Singolare

#### Vittorie (5)
| Torneo $100.000 (0) |
| Torneo $80.000 (0)  |
| Torneo $75.000 (0)  |
| Torneo $60.000 (0)  |
| Torneo $50.000 (0)  |
| Torneo $25.000 (0)  |
| Torneo $15.000 (0)  |
| Torneo $10.000 (5)  |

| N. | Data           | Torneo                                                            | Superficie | Avversaria in finale | Punteggio     |
| 1. | 6 luglio 2012  | ITF Women's Circuit New Delhi, Nuova Delhi                        | Cemento    | Ankita Raina         | 6-2, 6-2      |
| 2. | 28 luglio 2012 | GD Tennis Cup, Smirne                                             | Cemento    | Zuzana Zlochová      | 0–6, 7–5, 7–5 |
| 3. | 30 giugno 2013 | Lacoste Dalyan Cup, Istanbul                                      | Cemento    | Agni Stefanou        | 6-3, 6-4      |
| 4. | 4 agosto 2013  | AEGON Pro Series Nottingham, Nottingham                           | Cemento    | Yuka Higuchi         | 7–6(5), 6-2   |
| 5. | 30 marzo 2014  | Asia University International Open Tennis, Distretto di Nishitama | Cemento    | Nudnida Luangnam     | 1–6, 7–5, 6–1 |

#### Sconfitte (7)
| Torneo $100.000 (0) |
| Torneo $80.000 (0)  |
| Torneo $75.000 (0)  |
| Torneo $60.000 (0)  |
| Torneo $50.000 (0)  |
| Torneo $25.000 (2)  |
| Torneo $15.000 (2)  |
| Torneo $10.000 (3)  |

| N. | Data            | Torneo                                        | Superficie  | Avversaria in finale | Punteggio     |
| 1. | 6 giugno 2010   | Komoro Open, Komoro                           | Terra rossa | Sachie Ishizu        | 0-6, 1-6      |
| 2. | 23 giugno 2013  | Yesilyurt Sport Club, Istanbul                | Cemento     | Dar'ja Lebeševa      | 6(1)-7, 4–6   |
| 3. | 8 giugno 2014   | Tokyo Ariake International Ladies Open, Tokyo | Cemento     | Mana Ayukawa         | 6–2, 0–6, 3–6 |
| 4. | 28 marzo 2015   | Chang ITF Pro Circuit, Bangkok                | Cemento     | Jang Su-jeong        | 2-6, 4-6      |
| 5. | 5 aprile 2015   | Chang ITF Pro Circuit, Bangkok                | Cemento     | Chanel Simmonds      | 6(4)-7, 3–6   |
| 6. | 22 ottobre 2017 | Hamanako Tokyu Cup, Hamamatsu                 | Sintetico   | Lu Jiajing           | 3-6, 3-6      |
| 7. | 27 maggio 2018  | Karyizawa Yonex Open, Karuizawa               | Sintetico   | Momoko Kobori        | 0-6, 2-6      |

### Doppio

#### Vittorie (9)
| Torneo $100.000 (0) |
| Torneo $80.000 (0)  |
| Torneo $75.000 (0)  |
| Torneo $60.000 (0)  |
| Torneo $50.000 (0)  |
| Torneo $25.000 (6)  |
| Torneo $15.000 (1)  |
| Torneo $10.000 (2)  |

| N. | Data             | Torneo                                              | Superficie  | Compagna                | Avversarie in finale                      | Punteggio               |
| 1. | 20 agosto 2011   | Senao Cup Women's Circuit, Taipei                   | Cemento     | Mari Tanaka             | Chae Kyung-yee Kim Hae-sung               | 7–5, 2–6, [10-7]        |
| 2. | 5 luglio 2012    | ITF Women's Circuit New Delhi, Nuova Delhi          | Cemento     | Risa Hasegawa           | Shweta Rana Prarthana Thombare            | 1–6, 7–5, [10–1]        |
| 3. | 12 ottobre 2012  | Margaret River Tennis International, Margaret River | Cemento     | Mai Minokoshi           | Nicha Lertpitaksinchai Peangtarn Plipuech | 6(8)–7, 7–6(3), [14–12] |
| 4. | 6 settembre 2014 | Noto International Women's Open, Noto               | Sintetico   | Riko Sawayanagi         | Miki Miyamura Chihiro Nunome              | 6–3, 7–6(2)             |
| 5. | 31 ottobre 2014  | Margaret River Tennis International, Margaret River | Cemento     | Varatchaya Wongteanchai | Carolin Daniels Laura Schaeder            | 4–6, 6–4, [10–3]        |
| 6. | 17 febbraio 2017 | AEGON Pro Series Wirral, Wirral                     | Cemento (i) | Maja Chwalińska         | Emina Bektas Ronit Yurovsky               | 6-4, 6-4                |
| 7. | 14 ottobre 2017  | Gosen Cup, Makinohara                               | Sintetico   | Kotomi Takahata         | Yukina Saigo Ayano Shimizu                | 6-3, 7-5                |
| 8. | 7 dicembre 2018  | Kolmangal ITF Women's Tournament, Solapur           | Cemento     | Lu Jiajing              | Sarah Beth Grey Ekaterina Jašina          | 6-3, 6-3                |
| 9. | 22 febbraio 2020 | Jodhpur Open, Jodhpur                               | Cemento     | Rutuja Bhosale          | Snehal Mane Ankita Raina                  | 6-3, 6-3                |

#### Sconfitte (11)
| Torneo $100.000 (0) |
| Torneo $80.000 (0)  |
| Torneo $75.000 (0)  |
| Torneo $60.000 (0)  |
| Torneo $50.000 (0)  |
| Torneo $25.000 (6)  |
| Torneo $15.000 (3)  |
| Torneo $10.000 (3)  |

| N.  | Data             | Torneo                                                   | Superficie | Compagna       | Avversarie in finale                 | Punteggio           |
| 1.  | 24 aprile 2010   | Mie International Women's Open Tennis, Prefettura di Mie | Sintetico  | Aiko Yoshitomi | Yurina Koshino Miki Miyamura         | 4–6, 6(7)-7         |
| 2.  | 11 giugno 2011   | Tokyo Ariake International Ladies Open, Tokyo            | Cemento    | Sakiko Shimizu | Yuka Higuchi Hirono Watanabe         | 2-6, 3-6            |
| 3.  | 2 marzo 2014     | Nyrstar Port Pirie Tennis International, Port Pirie      | Cemento    | Hiroko Kuwata  | Jessica Moore Aleksandrina Najdenova | 4-6, 3-6            |
| 4.  | 19 dicembre 2014 | Ganesh Naik ITF Women's Tennis Tournament, Navi Mumbai   | Cemento    | Miki Miyamura  | Despina Papamichail Nina Stojanović  | 6(5)-7, 2-6         |
| 5.  | 3 aprile 2015    | Chang ITF Thailand Pro Circuit Bangkok, Bangkok          | Cemento    | Akiko Ōmae     | Nao Hibino Miyu Katō                 | 4-6, 2-6            |
| 6.  | 5 agosto 2016    | Chang ITF Thailand Pro Circuit Nonthaburi, Nonthaburi    | Cemento    | Akiko Ōmae     | Ol'ga Dorošina Jana Sizikova         | 6–4, 3–6, [9–11]    |
| 7.  | 3 settembre 2017 | Nanao Tennis International, Nanao                        | Sintetico  | Akari Inoue    | Hsu Chieh-yu Miharu Imanishi         | 6(7)-7, 2-6         |
| 8.  | 8 giugno 2018    | ITF Women's Circuit Singapore, Singapore                 | Cemento    | Junri Namigata | Zoe Hives Olivia Tjandramulia        | 4–6, 6–4, [6–10]    |
| 9.  | 2 febbraio 2019  | Jodhpur Open, Jodhpur                                    | Cemento    | Eri Hozumi     | Mana Ayukawa Haruka Kaji             | 6(4)–7, 6–4, [5–10] |
| 10. | 8 febbraio 2020  | ITF Pro Circuit Nonthaburi, Nonthaburi                   | Cemento    | Kang Jiaqi     | Ankita Raina Bibiane Schoofs         | 2–6, 6–3, [7–10]    |
| 11. | 20 febbraio 2021 | Jolie Ville Golf Women's, Sharm el-Sheikh                | Cemento    | Liang En-shuo  | Erika Sema Šalimar Talbi             | 6-2, 0-6, [12-14]   |